# ميكايلا أونتشوفا
ميكايلا أونتشوفا مواليد 22 ديسمبر 1992 في براتيسلافا، هي لاعبة كرة مضرب سلوفاكية تلعب باليد اليمنى وتحتل حالياً المرتبة 407 (21 مارس 2016) في تصنيف رابطة محترفات كرة المضرب. أعلى تصنيف لها في الفردي كان 235. أعلى تصنيف لها في الزوجي كان 269.

## النهائيات

### الفردي (4–5)
| الحصيلة | الرقم | التاريخ        | الدورة                 | الأرضية    | المنافس            | النتيجة            |
| ------- | ----- | -------------- | ---------------------- | ---------- | ------------------ | ------------------ |
| الفوز   | 1.    | 19 يوليو 2010  | هورب آم نيكار، ألمانيا | ترابية     | أناليزا بونا       | 6–4, 6–2           |
| الفوز   | 2.    | 1 نوفمبر 2010  | ستوكهولم، السويد       | صلبة       | آنا برازهنيكوفا    | 6–4, 6–7(5–7), 6–3 |
| الفوز   | 3.    | 17 يناير 2011  | تالين، إستونيا         | صلبة       | كاتهارينا نجرين    | 6–0, 6–4           |
| الوصافة | 1.    | 19 مارس 2012   | ألماتي، كازاخستان      | صلبة       | أناستاسيا فاسيليفا | 4–6, 1–6           |
| الوصافة | 2.    | 2 يوليو 2012   | دانين، فرنسا           | ترابية     | كريستينا كوكوفا    | 2–6, 6–1, 2–6      |
| الفوز   | 4.    | 10 يونيو 2013  | إسن، ألمانيا           | ترابية     | شانتال شكاملوفا    | 6–2, 6–2           |
| الوصافة | 3.    | 15 سبتمبر 2014 | بتانج، لوكسمبورغ       | صلبة       | لو جيا جينغ        | 1–6, ret.          |
| الوصافة | 4.    | 16 مارس 2015   | جونيس، فرنسا           | ترابية (i) | أولغا إنشاك        | 6–3, 5–7, 3–6      |
| الوصافة | 5.    | 7 سبتمبر 2015  | بتانج، لوكسمبورغ       | صلبة       | جريت مينن          | 0–6, 6–3, 3–6      |

## روابط خارجية
- ميكايلا أونتشوفا على موقع رابطة محترفات التنس (الإنجليزية)
- ميكايلا أونتشوفا على موقع الاتحاد الدولي لكرة المضرب (الإنجليزية)
- ميكايلا أونتشوفا على موقع خلاصة التنس.كوم (الإنجليزية)